# Rottenbach (Austria)
Rottenbach – miejscowość i gmina w Austrii, w kraju związkowym Górna Austria, w powiecie Grieskirchen. Liczy 1 069 mieszkańców.